# Diocesi di Chitri
La diocesi di Chitri (in latino Dioecesis Chytriensis) è una sede soppressa e sede titolare della Chiesa cattolica.

## Storia
Chitri, le cui rovine si trovano nei pressi dell'odierna Kythrea, è un'antica sede episcopale della Chiesa autocefala di Cipro, suffraganea dell'arcidiocesi di Salamina.
Diversi sono i vescovi noti di questa antica diocesi cipriota. Il primo è Pappo, di cui si ha conoscenza grazie alla vita di sant'Epifanio di Salamina, che governò la diocesi per quasi sessant'anni e che subì il martirio nella prima metà del IV secolo. Nella stessa biografia di Epifanio si accenna al successore di Pappo, Atanasio. Il vescovo Fotino si fece sostituire al concilio di Calcedonia del 451 dal suo diacono Dionigi. Spiridone prese parte al concilio di Nicea del 787.
La vita di san Demetriano parla di un vescovo Eustazio, che attorno all'885 fu trasferito sulla sede metropolitana di Salamina-Costanza. In un trattato chiamato in greco Peri Metatheseon, si parla del trasferimento di un vescovo alla sede di Salamina-Costanza: tuttavia il nome del vescovo è Teofilo, vescovo di Tremitonte e non di Chitri. L'autore dell'edizione critica di questo trattato ritiene che i nomi di Eustazio e della sede di Chitri siano frutto di un errore nella trasmissione testuale.
Gli succedette il santo vescovo, che, secondo la sua biografia, fu fatto prigioniero dagli Arabi con molti dei suoi fedeli e condotto in Egitto, dove, grazie alle sue preghiere, ottenne la sua liberazione e quella della sua comunità.
Infine, nella Cronaca dello storico Leonzio Machaeras (XV secolo) è riportata una serie di vescovi di Chitri, tra cui i già noti Demetriano, Pappo, Atanasio ed Eustazio; a questi è aggiunto il vescovo Niceta, di incerta collocazione cronologica.
Agli inizi del XIII secolo Cipro fu occupata da Latini; la diocesi greca di Chitri, come tutte le sedi ortodosse, fu soppressa. Quando nella seconda metà del XVI secolo gli Ottomani conquistarono l'isola, gli ortodossi ripresero possesso delle loro diocesi, ma la sede di Chitri non fu più restaurata.
Oggi Chitri è una sede vescovile titolare della Chiesa cattolica, vacante dal 20 maggio 1966.

## Cronotassi

### Vescovi greci
- Pappo † (inizio del IV secolo)
- Atanasio †
- Fotino † (menzionato nel 451)
- Spiridone † (menzionato nel 787)[4]
- Eustazio ? † (? - circa 885 nominato arcivescovo di Salamina)
- San Demetriano † (circa 885 - prima del 922)
- Niceta ? †

### Vescovi titolari
Alcuni vescovi titolari menzionati dalle fonti nelle cronotassi di Citro, potrebbero appartenere alla sede di Chitri di Cipro.
- Andrea Duranti † (11 marzo 1743 - ? deceduto)
- Patrick Lambert, O.F.M.Ref. † (30 luglio 1805 - 1817 deceduto)
- Martinus Johannes Niewindt † (20 settembre 1842 - 12 gennaio 1860 deceduto)
- Narcisse Zéphirin Lorrain † (14 luglio 1882 - 6 maggio 1898 nominato vescovo di Pembroke)
- Auguste Julien Pierre Fortineau, C.S.Sp. † (17 luglio 1914 - 9 febbraio 1948 deceduto)
- Miguel Nóvoa Fuente † (9 aprile 1956 - 20 maggio 1966 deceduto)